# Monodictys castaneae
Monodictys castaneae är en lavart som först beskrevs av Carl (Karl) Friedrich Wilhelm Wallroth, och fick sitt nu gällande namn av S. Hughes 1958. Monodictys castaneae ingår i släktet Monodictys, klassen Dothideomycetes, divisionen sporsäcksvampar och riket svampar.   Inga underarter finns listade i Catalogue of Life.